# Charlie Sjöstrand
Charlie Sjöstrand (* 7. November 1986 in Göteborg) ist ein schwedischer ehemaliger Handballspieler.

## Karriere
Sjöstrand, der das Handballspiel bei seinem Heimatverein Västra Frölunda IF erlernte, bestritt 16 Junioren-Länderspiele für Schweden und wurde 2007 U-21-Weltmeister. Mit Alingsås HK wurde er 2009 schwedischer Meister und spielte in den beiden folgenden Jahren mit diesem Klub in der Champions League. 2012 wechselte er zu Redbergslids IK und wurde dort in der Saison 2014/15 ins All-Star-Team der Elitserien gewählt. Zwischenzeitlich wechselte er für ein halbes Jahr zu IFK Kristianstad. Von 2015 bis 2018 lief der Linksaußen für den deutschen Verein GWD Minden auf. Er musste dann seine Karriere aufgrund eines Knorpelschadens beenden.

## Erfolge
- U-21-Weltmeister 2007
- Schwedischer Meister 2009
- Berufung ins All-Star-Team der Elitserien 2015

## Privates
Sjöstrand lebt in Göteborg, ist verheiratet und Vater von zwei Töchtern.